# Franz Lemsser
Frantz Lemsser (født 3. juli 1934) er en dansk fløjtenist.
Lemsser blev uddannet på Det Kgl. Danske Musikkonservatorium fra 1951 til 1956 hos Holger Gilbert-Jespersen, og blev derved en af hans sidste elever. Han fik diplomeksamen 1954 og debutkoncert 1956.
Fra samme år solofløjtenist i Tivolis Koncertsals orkester, indtil han i 1963 fik plads i Radiosymfoniorkestret. I 1966 blev han 2. solofløjtenist og i 1968 konkurrerede han sig til pladsen som 1. solofløjtenist, som han bestred i 26 år. Han var desuden gennemgående censor ved de danske konservatorier fra 1972 til sin pensionering i 1997.
Frantz Lemsser har optrådt som solist ved flere torsdagskoncerter samt på orkestrets turnéer i udlandet. Han har optrådt som kammermusiker og på plader, blandt andet med en indspilning af Carl Nielsens fløjtekoncert på den samlede optagelse af alle Carl Nielsens orkesterværker dirigeret af Herbert Blomstedt.